# Piccolomini Pieri
I Piccolomini Pieri sono una ramificazione della più grande famiglia Piccolomini di Siena. Diedero alla Repubblica, diversi personaggi di rilievo, tra cui si contano cavalieri di Malta, cavalieri di Santo Stefano, insigni prelati ed illustri uomini d'arme.

## Le origini
Questo ramo della famiglia Piccolomini discende da una delle due sorelle di Pio II, che dallo stesso pontefice erano appellate come Papesse. Il predicato delle Papesse, in effetti non fu mai ufficialmente usato, anche se i senesi, solevano attribuirlo ai signori di Sticciano, discendenti di Caterina. Questa sorella sposata con Bartolomeo Guglielmi, diede alla luce un'unica figlia di nome Antonia. Quest'ultima andò in sposa a Bartolomeo Pieri, signore di Sticciano, che, anch'egli, come il Guglielmi, entrò nella Consorteria Piccolomini. Assunse lo stemma piccolomineo, a esclusione del proprio e anteponendo al cognome Pieri quello dei Piccolomini.

Da questa coppia, nacque Enea e da questi Silvio, che aggiunse anche il cognome e le insegne d'Aragona. Nacque poi Enea Silvio.

## Personaggi illustri

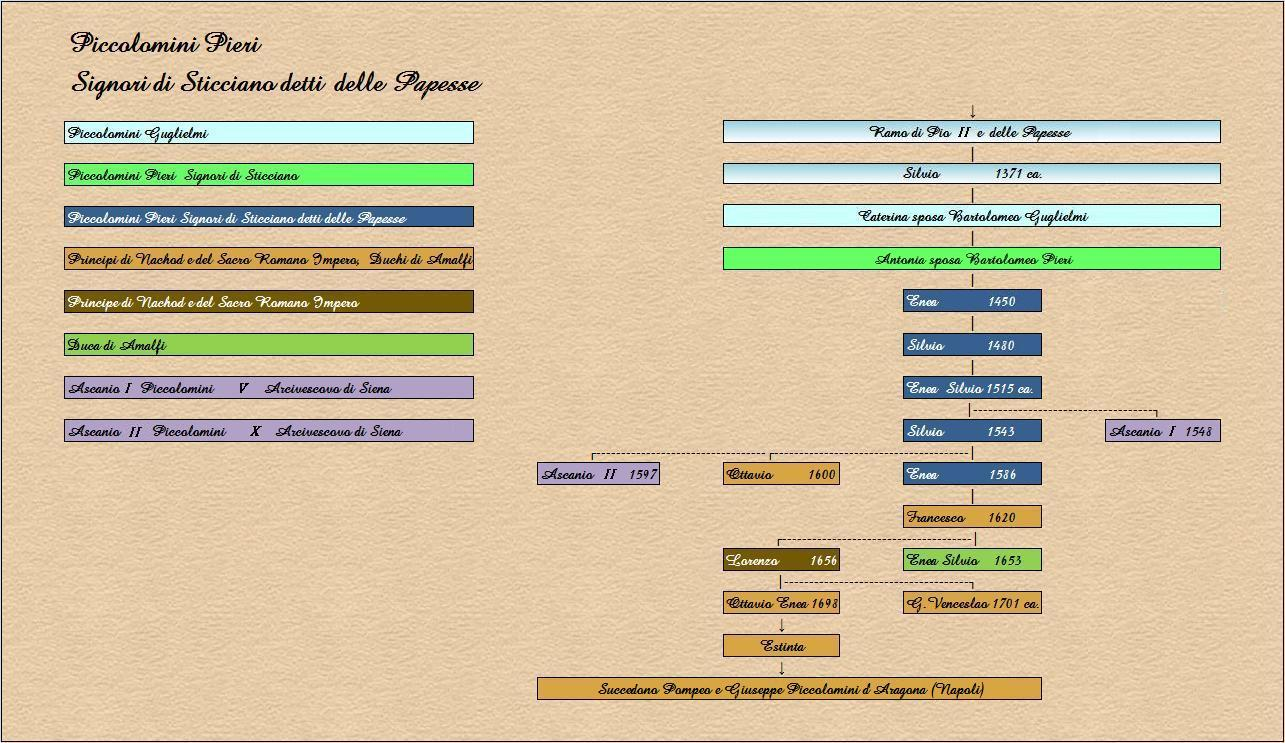
Ramo dei Piccolomini Pieri Signori di Sticciano detti delle Papesse

- Enea Silvio ( 1515 ca. - † Montalcino, 1555). Conosciuto con il predicato della Papesse[3], fu un personaggio, carismatico, di grande rettitudine morale. Ebbe un ruolo determinante quanto sfortunato nella difesa delle libertà repubblicane. Fu ambasciatore presso Enrico II, e tenne le parti degli Amerighi nella congiura contro gli Spagnoli. Dopo la prima effimera vittoria, contro le milizie di Carlo V nel 1552, il popolo per acclamazione lo voleva nuovo signore di Siena. Enea per amore di quelle libertà repubblicane, per le quali appunto si era sempre battuto, rifiutò e continuò a combattere, in modo risoluto, la guerra contro gli invasori spagnoli, fino alla fine. Alla caduta di Siena, non volle arrendersi e, con gli altri irriducibili difensori della antica Repubblica, si ritirò a Montalcino, dove continuò a combattere nel territorio, ancora libero, dello stato senese. Morì, in combattimento, in una delle battaglie disputate nel tentativo di ripristinare la Repubblica.

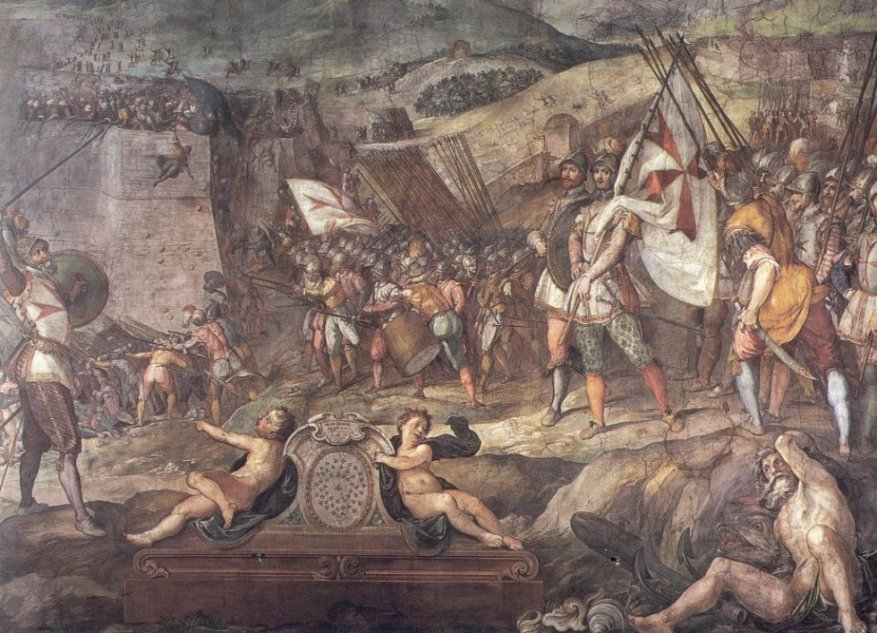
Silvio (sulla sinistra) ed il figlio Enea (porta bandiera) alla "Presa di Bona", contro i turchi in Algeria

- Silvio (1543 - † 1612). Figlio di Enea Silvio, scelse la vita militare, prestando inizialmente servizio nelle milizie di Enrico III di Francia. Successivamente, nelle guerre delle Fiandre sotto il comando di Alessandro Farnese, dopo essersi fatto notare, per il suo valore e capacità di comando, ottenne il grado di capitano. Silvio (sulla sinistra) ed il figlio Enea (porta bandiera) alla "Presa di Bona", contro i turchi in AlgeriaNel 1587 si trasferì a Firenze ed entrò nella corte medicea venendo ascritto al patriziato fiorentino. Ebbe parte determinate nell'insegnamento di tutte le arti cavalleresche del futuro granduca Ferdinando I dei Medici[4]. Nel 1588 all'ordine di Francesco Morosini prese parte all'assedio di Negroponte, nel quale le forze veneziane, tuttavia, non riuscirono a prevalere[2]. Nel 1592 entra nel Ordine di Santo Stefano dove nello stesso anno, lui ed il figlio Enea diventano cavalieri di Giustizia. Silvio poi divenne nel 1619, Priore della sede di Pisa. Contestualmente fu nominato anche Gran Contestabile dell'ordine cavalleresco[5]. Nel 1594 ebbe inizio la sua lotta contro la pirateria moresca e come luogotenente partecipò alla difesa dell'arcipelago toscano. Il suo impegno nei confronti dei turchi ebbe successo, nella spedizione in Transilvania, dove, come capitano delle lance imperiali di Rodolfo II[2], fu mandato, nel 1595, in soccorso del principe Sigismondo Bàthory. Campagna conclusasi con la vittoria di Giurgiu, in Valacchia nell'ottobre 1595.

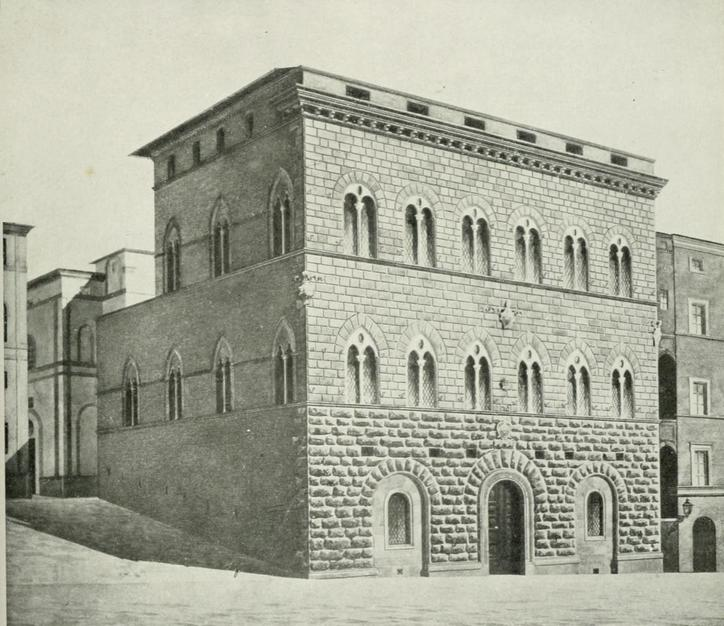
Il Palazzo delle Papesse in un disegno di Le Corbusier

La sua impresa più memorabile fu comunque quella di Annaba, in Algeria, conosciuta come la presa di Bona[6]. Il 30 agosto 1606 prese il largo dal porto di Livorno un'imponente flotta, composta di sei galee dell'Ordine di Santo Stefano, tre del Granducato di Toscana, oltre due galeoni e tre bastimenti (bertoni)[Nota 2] con le insegne della Granduchessa Cristina di Lorena. Ammiraglio della flotta fu Jacopo Inghirami, mentre i duemila uomini imbarcati erano agli ordini del Piccolomini, come comandante delle forze di terra.Il Palazzo delle Papesse in un disegno di Le Corbusier Sotto il suo comando erano anche duecento cavalieri dell'ordine, capitanati da Fabrizio Colloredo[7]. La battaglia si svolse il 15 settembre. A sbarco avvenuto, le truppe si disposero intorno alle mura, dopo l'ordine di attacco, le due cinte murarie, esterna ed interna, furono prese, con l'appoggio dell'artiglieria della flotta[8]. Le porte furono fatte saltare con delle mine. Nel breve termine di sei ore i seimila moreschi furono battuti e la città fu messa al sacco. Fu una delle più memorabile imprese dell'Ordine di Santo Stefano e del Gran Ducato di Toscana. In memoria di questa battaglia fu eretto il Monumento dei Quattro mori a Livorno[9]. Silvio morì a Firenze nel 1612. Fu uno dei rari Piccolomini che si trasferì a Firenze. Ebbe in sposa Violante, figlia del Patrizio fiorentino Ottavio Gerini, da cui, poi prese il nome il celebrato figlio Ottavio Piccolomini.
- Ascanio I (1548 - † 1597). Fratello di Silvio, fu giurista e poeta. Già Arcivescovo di Rodi divenne, nel 1588, il V Arcivescovo di Siena, succedendo allo zio Francesco Bandini Piccolomini, di cui fu coadiutore in quella serie di sinodi, indetti per la corretta applicazione dei decreti conciliari di Trento[10]. La sua rigida ortodossia non mancò di provocare forti tensioni col clero e col governo mediceo[11]. In gioventù scrisse diversi sonetti, di cui si ha ricordo in un libello stampato dal Bonetto nel 1594: Rime del Monsignor Ascanio Piccolomini. A lui si deve il restauro del Palazzo delle Papesse, la cui facciata fu deturpata fino al tetto, da un incendio nel 1523[12].

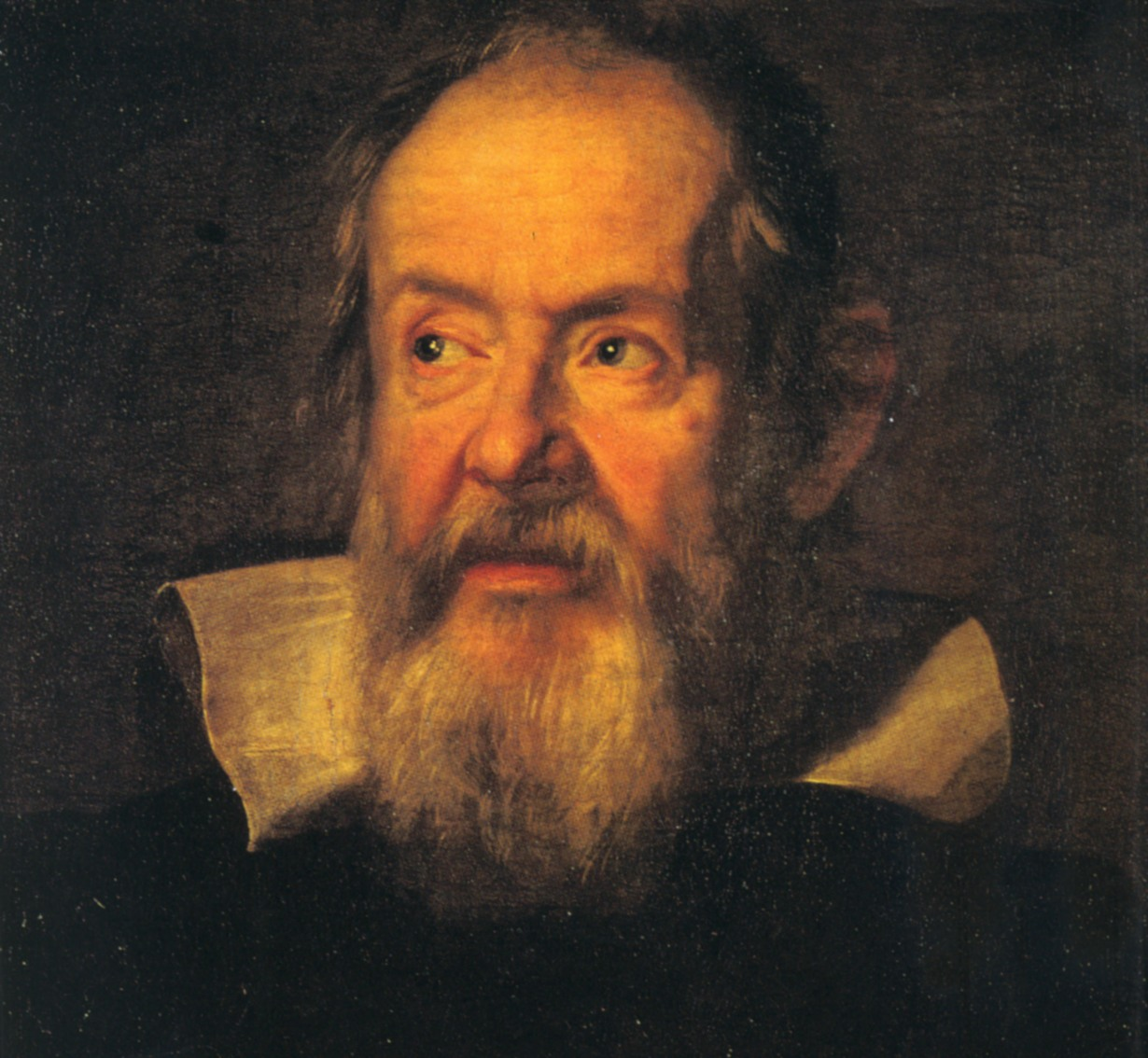
Galileo Galilei

- Ascanio II (Firenze, 1596 - † Roma, 1671). Era persona di larghe vedute e di raffinata cultura. Nacque a Firenze, dove il padre Silvio, era insegnate d'armi del giovane e futuro granduca Ferdinando[4]. Nella corte conobbe Galileo Galilei, che lì esercitava la disciplina della matematica[13]. Nel 1622 intraprese la carriera ecclesiastica ed entrò nella corte del cardinale Francesco Barberini, divenendo suo segretario, durante la nunziatura apostolica a Parigi. Nel 1628 divenne il decimo arcivescovo di Siena. Il suo mandato durò quarantrè anni, fino al 1671[13]. Galileo GalileiNel periodo in cui fu papa il senese Fabio Chigi, con il nome di Alessandro VII, curò, su commissione del pontefice, la realizzazione di importanti opere artistiche e architettoniche.

 Con l'intervento del Bernini, fu edificata, in cattedrale, la cappella intitolata all'Immacolata Concezione. Inoltre l'arcivescovo assicurò una serie di interventi, rendendo possibile, l'attuale sistemazione della Piazza del Duomo e del Palazzo Arcivescovile. Al fine di ottenere una maggiore visibilità ed un maggiore effetto scenografico, l'edificio della cattedrale venne isolato, con la demolizione degli edifici adiacenti, che ospitavano appunto il palazzo arcivescovile. Palazzo che Ascanio fece ricostruire nelle immediate vicinanze.
Il periodo forse più significativo che segnò l'attività di questo Piccolomini, fu quello del suo rapporto con il Galilei. Quando lo scienziato venne condannato al carcere nel 1633, vista la stima e l'antica amicizia, che a lui lo legavano e contro le decisioni del Sant'Uffizio, si adoperò, presso il Granduca Ferdinando, per ottenere dal pontefice il suo trasferimento a Siena. Dopo l'esito positivo di questo suo intervento e sotto la sua responsabilità, lo accolse nel palazzo di famiglia, detto delle Papesse. Galileo fu sempre riconoscente nei confronti dell'arcivescovo e ne conservò grata memoria. Confidava all'amico Elia Diodati, che grazie alla serenità restituitagli dalla premurosa amicizia del prelato riuscì a comporre "... un trattato di un argomento nuovo, in materia di meccaniche, pieno di molte specolazioni curiose ed utili”. Alludeva ai ”Discorsi e dimostrazioni matematiche intorno a due nuove scienze" che sarebbe stato pubblicato a Leida nel 1638.
In una tranquilla serata di quella Siena del '600, l’arcivescovo Ascanio donò una memorabile serata ad una congrega di eruditi, docenti ed allievi. Invitati a palazzo, assistettero ad un'inaspettata lezione di astronomia tenuta dal Galileo. Con il suo nuovo Occhiale diede l'emozione di un incontro ravvicinato con la luna e le stelle alla sua colta quanto sbalordita piccola platea. Episodio, questo, che a lungo fu oggetto di dibattiti e relazioni nelle accademie e salotti della città.
L'Arcivescovo fu richiamato a Roma nel 1671, dove nello stesso anno morì.
 Ottavio Piccolomini, Principe del S.R.I., e di Náchod, Feldmaresciallo dell'Impero, e Cavaliere dell'Ordine del Toson d'oro,  Grande di Spagna,  Duca di Amalfi

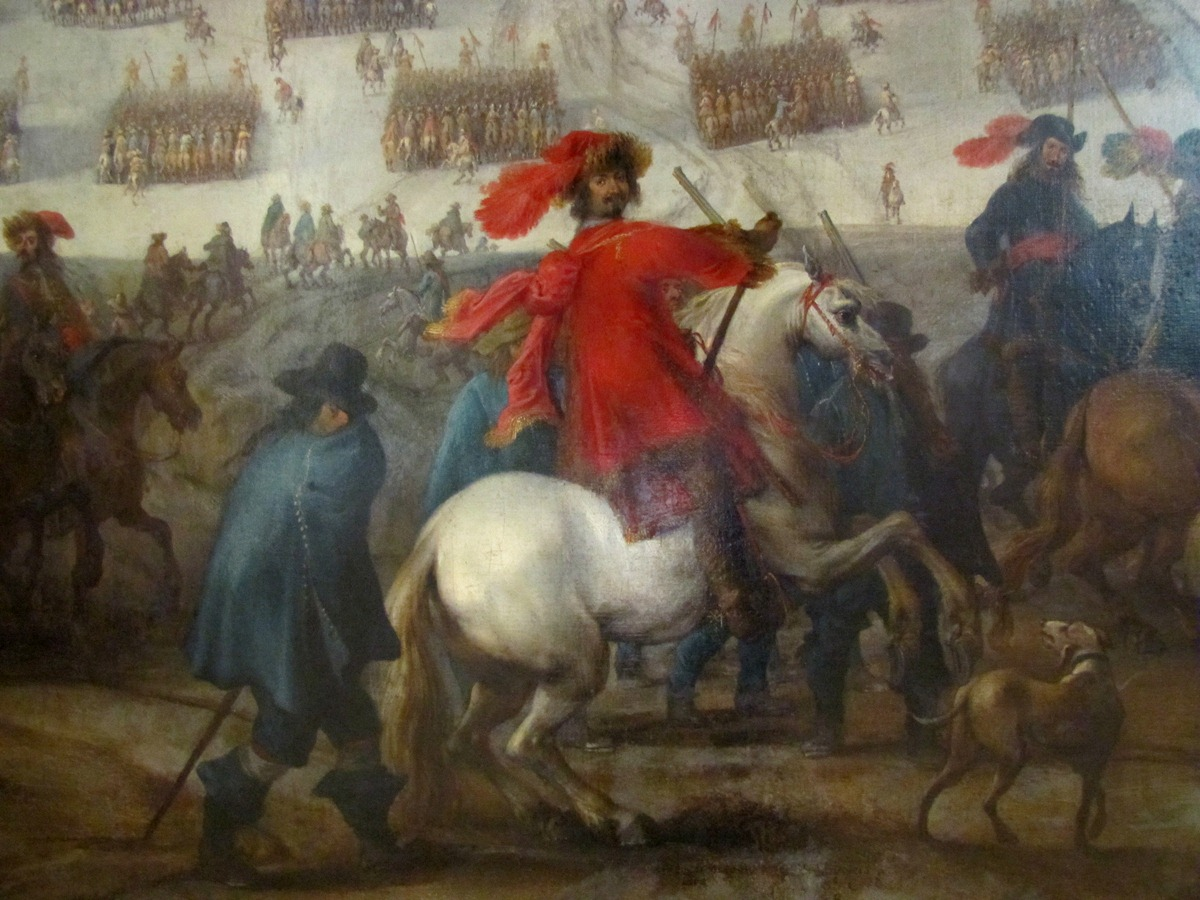
Ottavio Piccolomini - Battaglia di Nördlingen

- Ottavio (Pisa, 1600 - † Vienna, 1656)[18]. Ottavio Piccolomini - Battaglia di NördlingenAmmirato, dai successi militari del padre Silvio e dei suoi maggiori, volle intraprendere, già da adolescente, il mestiere delle armi. Inizialmente, più per censo che per meriti militari, divenne Cavaliere dell'ordine di Malta e Priore di Pisa dell'Ordine di Santo Stefano.[2] Non ancora ventenne, nelle armate spagnole, che esercitavano in Italia, si distinse nelle battaglie di Asti, Vercelli e Mantova[18]. Nel 1620, fu inviato dal granduca di Toscana, come capitano di una compagnia di cavalli in Transilvania, per partecipare al comando del conte Charles Bucquoy alla battaglia della Montagna Bianca[18]. Dopo un breve periodo passato sotto gli Spagnoli nel 1627, tornò al servizio degli imperiali come colonnello della guardia personale di Albrecht von Wallenstein, duca di Friedland, con il quale però non riuscì mai ad avere buoni rapporti. Tuttavia il Wallestein continuò a servirsene, per le sue entrature diplomatiche, visto che il vescovo Ascanio, suo fratello, era stato segretario del Nunzio apostolico a Parigi, cardinale Francesco Barberini[13].

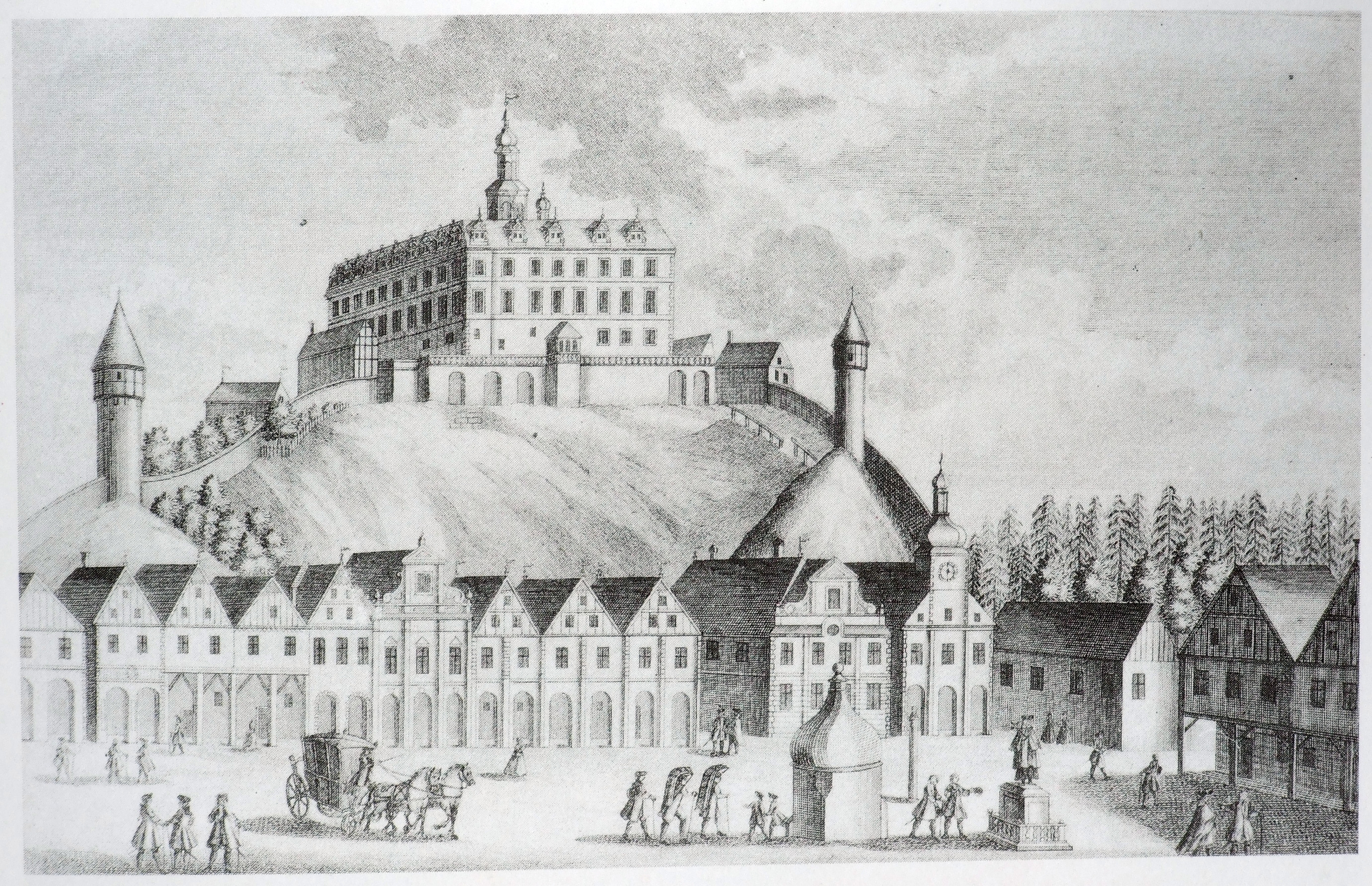
Castello di Nachod, donato da Federico III a Ottavio Piccolomini

Dopo diversi mesi di assenza, in cui continuò, in Italia, la sua attività militare contro i Francesi in Monferrato, venne richiamato dall'Imperatore Ferdinando III, quando Gustavo Adolfo di Svezia invase la Germania. Nel 1632, durante le alterne fasi della Battaglia di Lützen, alla testa dei corazzieri imperiali, ebbe una parte determinante nella distruzione dei due più importanti reggimenti svedesi, composti quasi esclusivamente da veterani[19]. Tuttavia la battaglia era incerta ed il Wallenstein, quando arrivarono al fianco degli imperiali, le forze di fanteria di Pappenheim, contro l'opinione di molti suoi ufficiali superiori, decise di abbandonare la battaglia, ritirando il suo esercito in Boemia. Nella battaglia morì il re svedese Gustavo Adolfo, ed il Piccolomini, riportò all'imperatore, il collare di pelliccia che indossava al momento della morte[2]. Dopo questo importante evento fu nominato Comandante Generale della cavalleria imperiale. Al tempo stesso, la mancata vittoria nella Battaglia di Lutzen, fece cadere la fiducia che l'imperatore aveva il Wallenstein, ed anzi tale episodio fu considerato come un atto di tradimento. Ottavio fu mandato a destituirlo[2]. Ma, nelle fasi dell'arresto, nel castello di Cheb, dove si era rifugiato, il Wallenstein fu assassinato, da alcuni suoi stessi ufficiali.Castello di Nachod, donato da Federico III a Ottavio Piccolomini Così fu eliminato un grande rivale, ostile al Piccolomini. Quest'ultimo però non riuscì ad ottenere il grado di maresciallo di campo cui ambiva, che invece andò al generale Heinrich Holk .
La riconoscenza dell'Imperatore, comunque, si concretizzò nella grossa ricompensa in denaro di 100.000 fiorini e la prestigiosa signoria di Nachod[2], già residenza del Wallenstein.
Nel 1634 alla testa della cavalleria spagnola, nella Battaglia di Nördlingen, svolse un ruolo decisivo, per l'esito finale della battaglia, respingendo ben quindici cariche della cavalleria svedese, per poi, nel contrattacco degli imperiali, inseguire gli svedesi in fuga, facendo molti prigionieri, tra cui il generale Gustav Horn, uno dei due comandanti in capo dell'esercito svedese.
Non era assolutamente soddisfatto della sua carriera militare, ma continuò nelle sue azioni, ottenendo diversi successi. Con un piccolo esercito occupò il Belgio. Divenuto comandante in capo delle forze militari nelle Friande, difese Ratisbona dagli attacchi francesi, ottenendo poi a Thionville una grande vittoria nel 1639[18] . Dopo queste affermazioni, il re di Spagna lo fece grande di Spagna e lo chiamò anche alla successione del Ducato di Amalfi, rimasto vacante, dopo l'estinzione del ramo primogenito dei Piccolomini d'Aragona[2]. A Vienna, però, la nomina a Feldmaresciallo dell'Impero tardava a venire. Il Piccolomini ottenne solamente la nomina a luogotenente dell'arciduca Leopoldo Guglielmo d'Austria che affiancò nella seconda e sfortunata Battaglia di Breitenfeld (1642). Dopo questa cocente sconfitta passò per qualche anno al servizio della Spagna, dove il sovrano lo insignì del cavalierato dell'Ordine del Toson d'oro[2]. La nuova minaccia portata all'Impero, dagli Svedesi, uniti ai Francesi, dopo i rovesci subiti alla Battaglia di Zusmarshausen, indusse l'imperatore a richiamare Ottavio Piccolomini, che finalmente ottenne la carica, tanto agognata, di Feldmaresciallo e comandante generale nell'esercito imperiale[18]. Risollevò le sorti del conflitto e sotto il suo comando ebbe termine la Guerra dei trent'anni. Fu nominato Commissario Imperiale e curò gli interessi degli Asburgo, nel Congresso di Norimberga, che portò poi alla pace di Vestfalia[18]. Federico III, per riconoscenza di tutti i servizi resi, lo nominò Principe del Sacro Romano Impero[18]. Nel 1656, a Vienna, per una malaugurata caduta da cavallo, Ottavio Piccolomini morì senza lasciare figli legittimi. Tutti i suoi titoli, possedimenti ed il castello di Nachod, passarono a Francesco, figlio del fratello Enea.

Francesco di Enea e nipote ex frate del precedente Ottavio, ebbe diversi figli di cui solo Lorenzo lasciò seguito. L'ultimo nato fu:
- Ottavio Enea (1698 - † 1757). Come il suo prozio, intraprese la carriera militare. Divenne generale delle truppe imperiali e governatore della Moravia. Morì nel 1757, lasciando eredi i cugini, Pompeo e Giuseppe, napoletani e ultimi Piccolomini d'Aragona, ai quali, andarono tutti i titoli e possedimenti, accumulati dalla linea Piccolomini Pieri generata dalla Papessa Caterina, compreso l'avito ducato di Amalfi.
Tale successione, tuttavia durò per il breve periodo di una generazione, poiché anche la linea dei Piccolomini Todeschini, che fu della Papessa Laudomia, con gli ultimi esponenti, Pompeo e Giuseppe, si estinse e tutti i possedimenti, i titoli e la storia del ramo papale passarono nella linea dei Piccolomini Salamoneschi[20].

## Tavole genealogiche
Le seguenti tavole genealogiche indicano la genealogia di derivazione dei Piccolomini Pieri ed i rami che vi subentrarono.

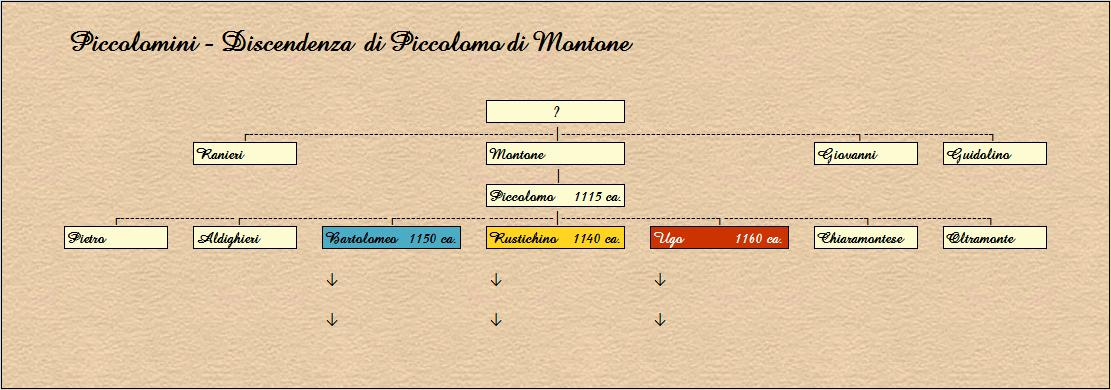
Discendenza di Piccolomo di Montone
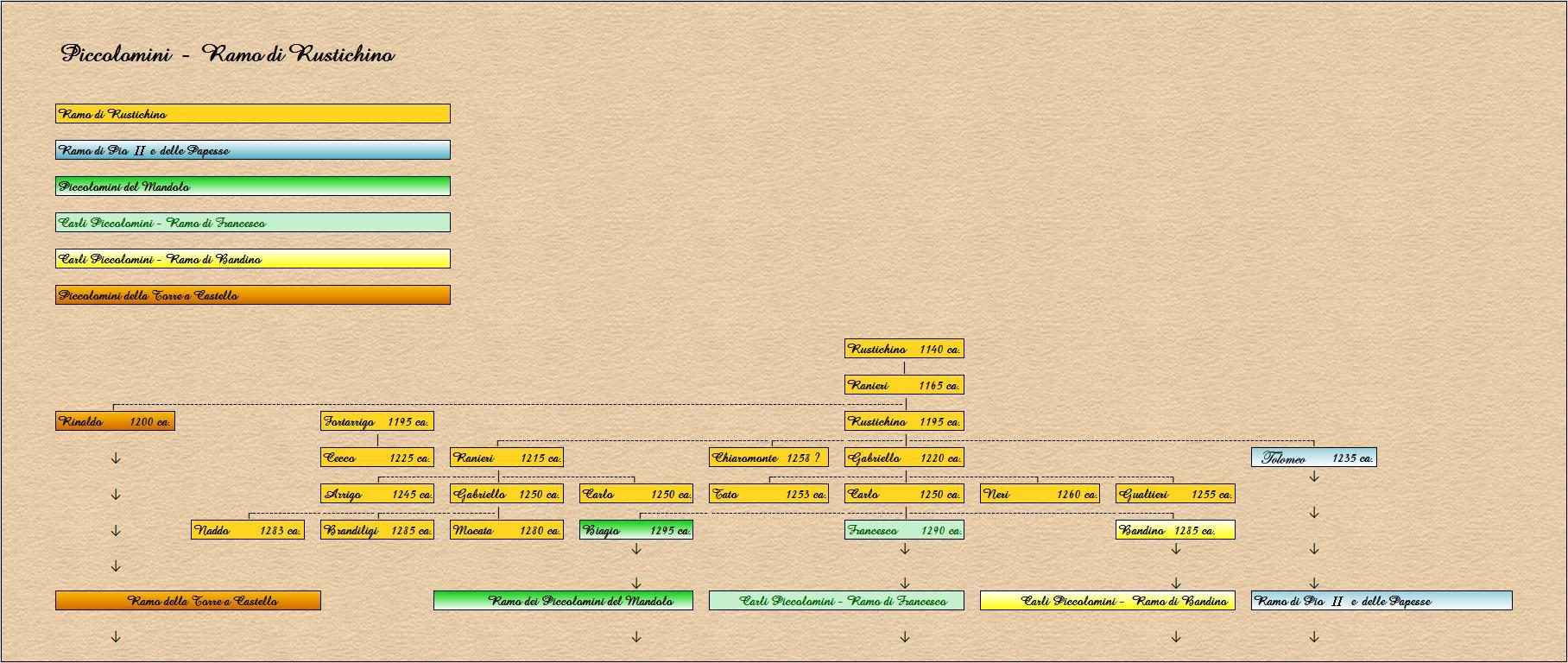
Discendenza di Rustichino
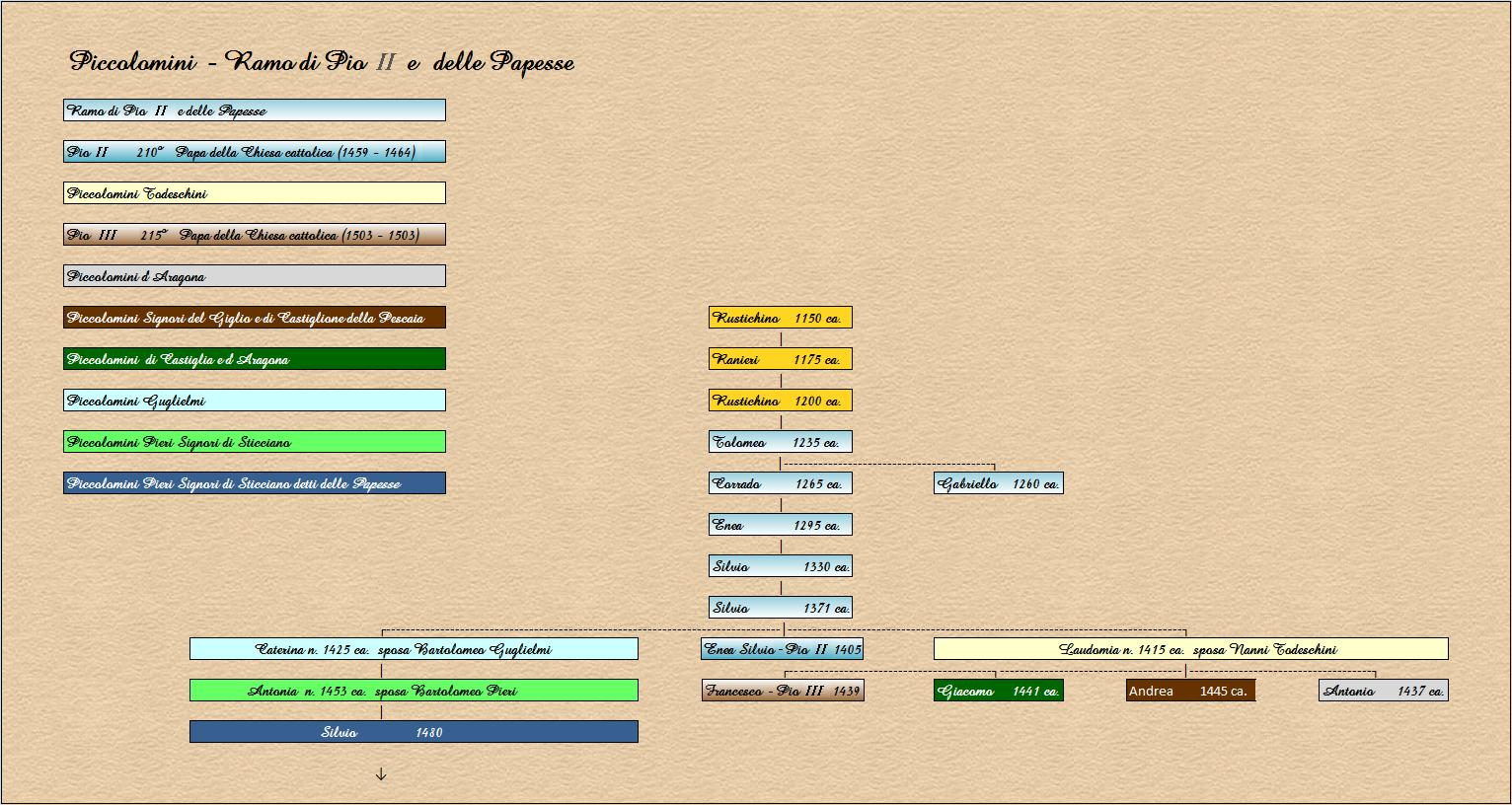
Ramo di Pio II e delle Papesse
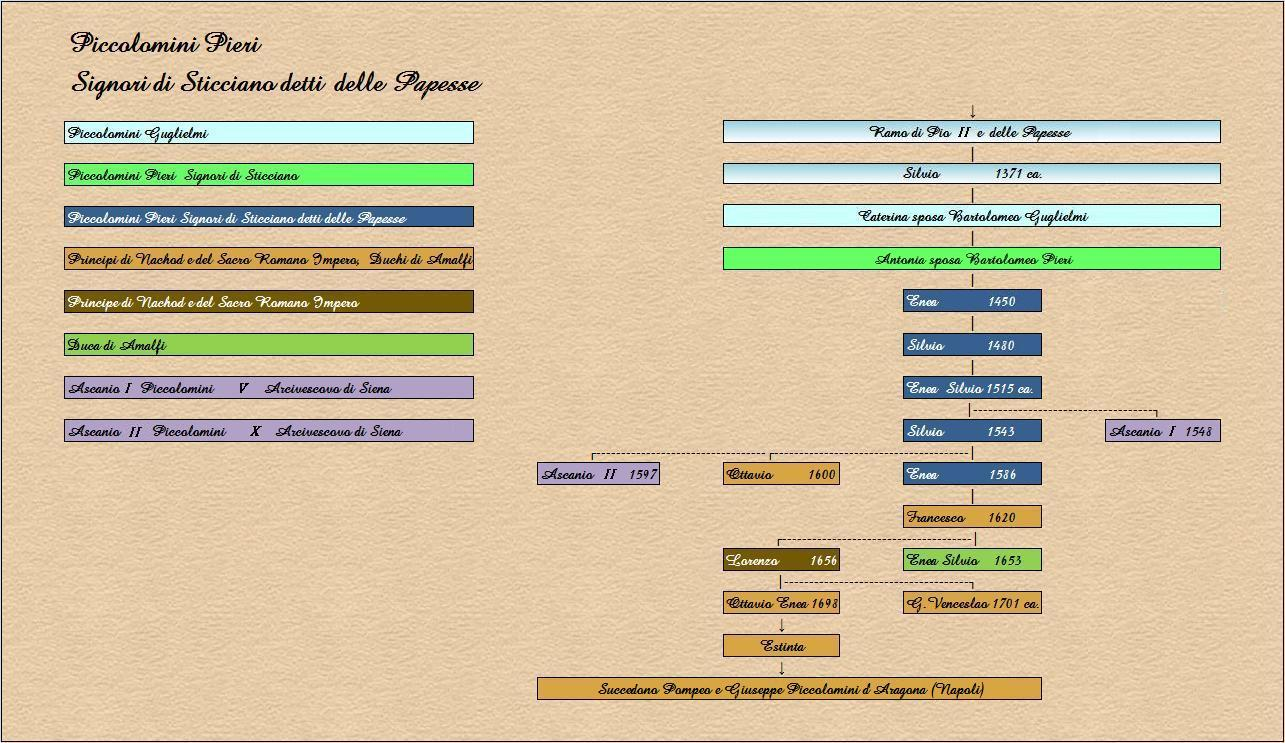
Ramo dei Piccolomini Pieri Signori di Sticciano detti delle Papesse
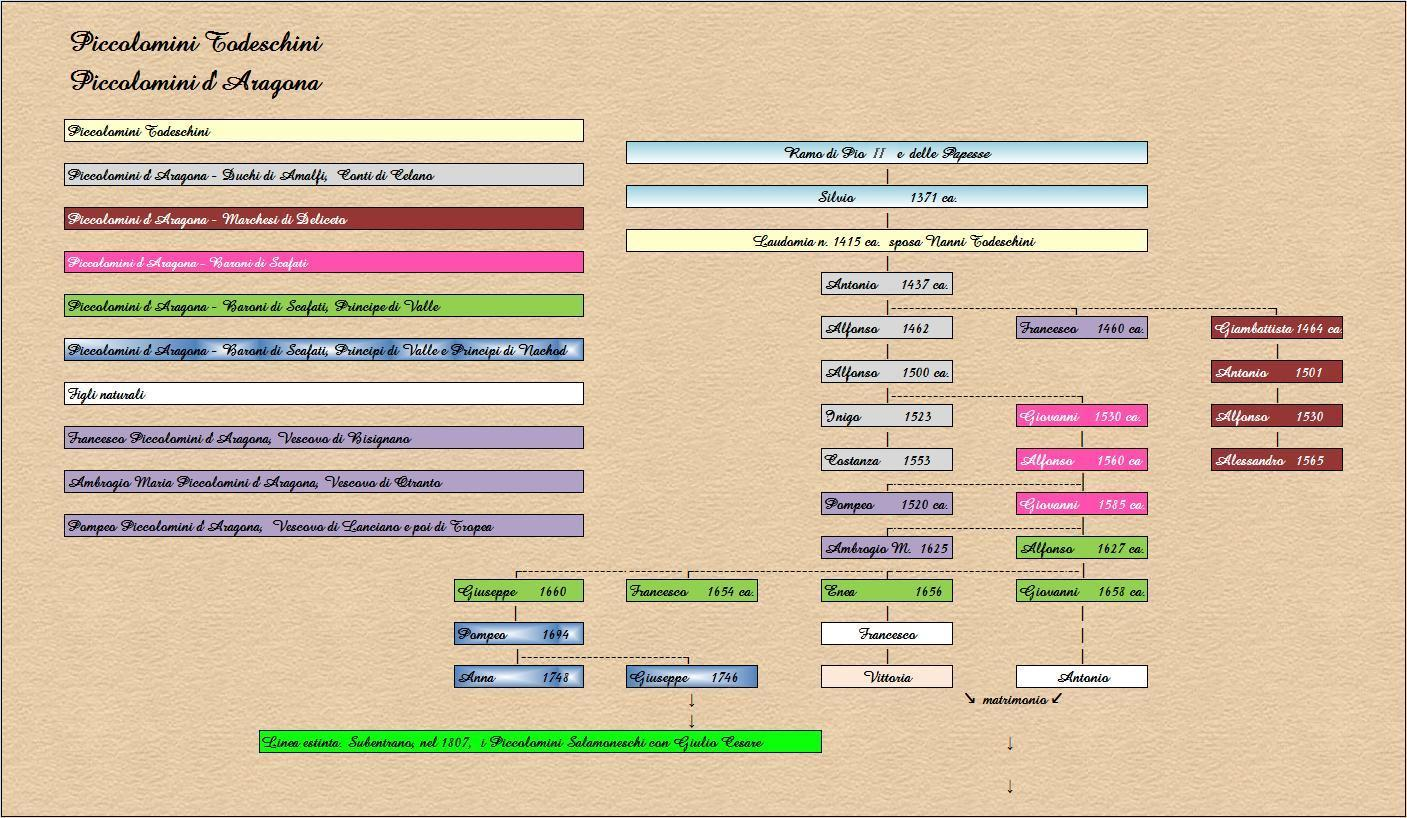
Ramo dei Piccolomini (Todeschini) d'Aragona
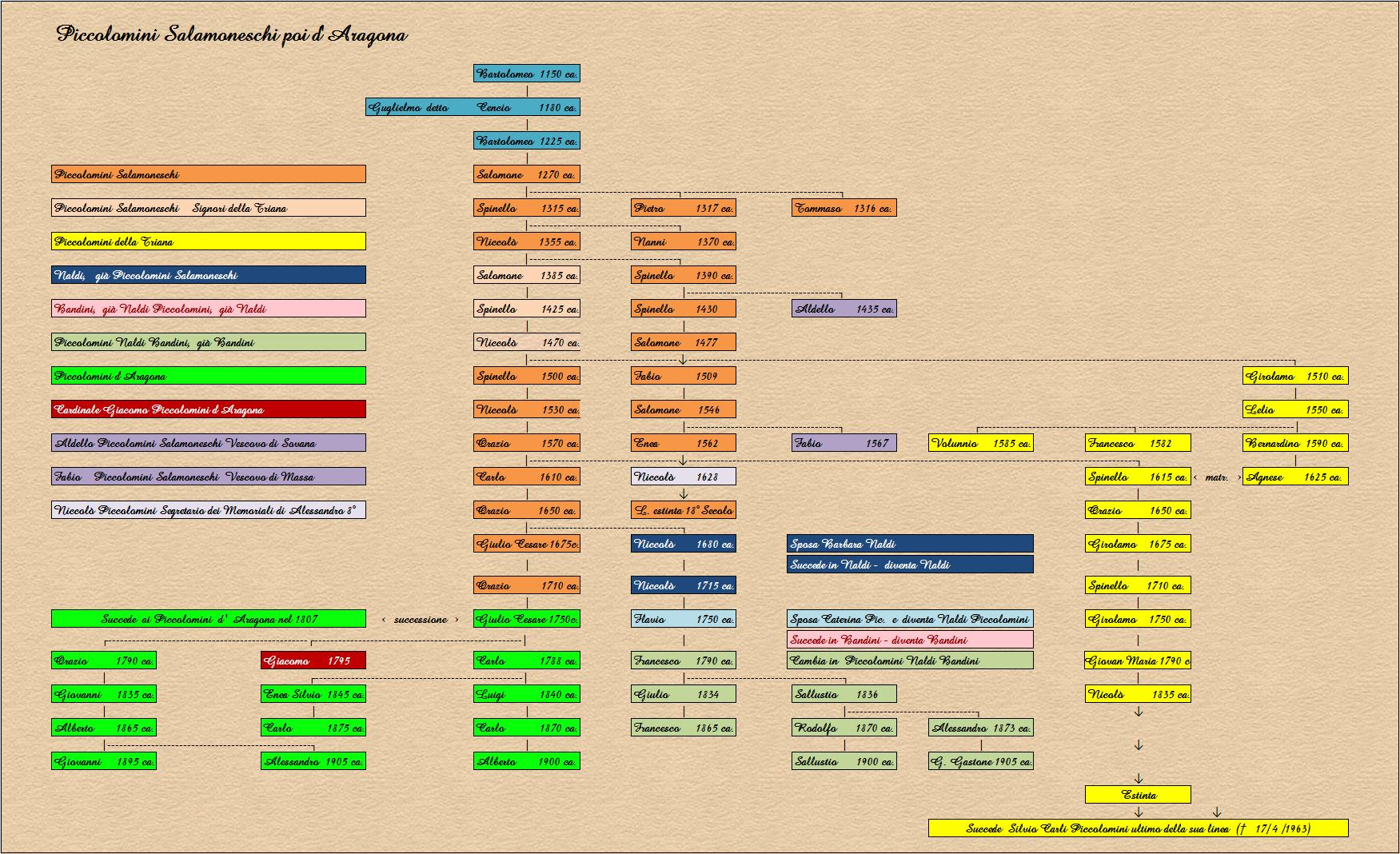
Ramo dei Piccolomini Salamoneschi